# Сінхараджа
Сінхараджа — національний парк, розташований в південно-західній частині Шрі-Ланки. Це єдиний деревний масив тропічних лісів в країні. 1978 року лісовий масив Сінхараджа було включено до світової мережі біосферних резервантов, а 1988 року занесено до списку світової спадщини ЮНЕСКО. Флора та фауна Сінхараджі багата таксонами-ендеміками, чимало з яких занесено до червоної книги.

## Короткий опис
Площа парку — 88,64 км². Ландшафт складається з численних долин та хребтів. 60% видів дерев є ендеміками; багато з них є рідкісними видами. У цій місцевості вирізняють 2 типи лісів:
- в долинах і на нижніх схилах хребтів ростуть рослини роду Dipterocarpus та вторинний ліс, який виріс після підсічно-вогневого землеробства
- другий тип лісу домінує в парку — це рослини роду Mesua та Doona.

У Сінхараджі мешкає багато рідкісних птахів, метеликів, рептилій та ссавців. Серед них індійський слон, леопард, Trachypithecus vetulus, цейлонська лазурова сорока, цейлонський шпак та інші. У національному парку Сінхараджа налічується 21 вид птахів-ендеміків та декілька видів рідкісних комах, рептилій і амфібій.
Назва парку дослівно означає «лев» («сінха») та «король» («раджа»), що, можливо, є згадкою про легендарного лева Шрі-Ланки.

## Галерея

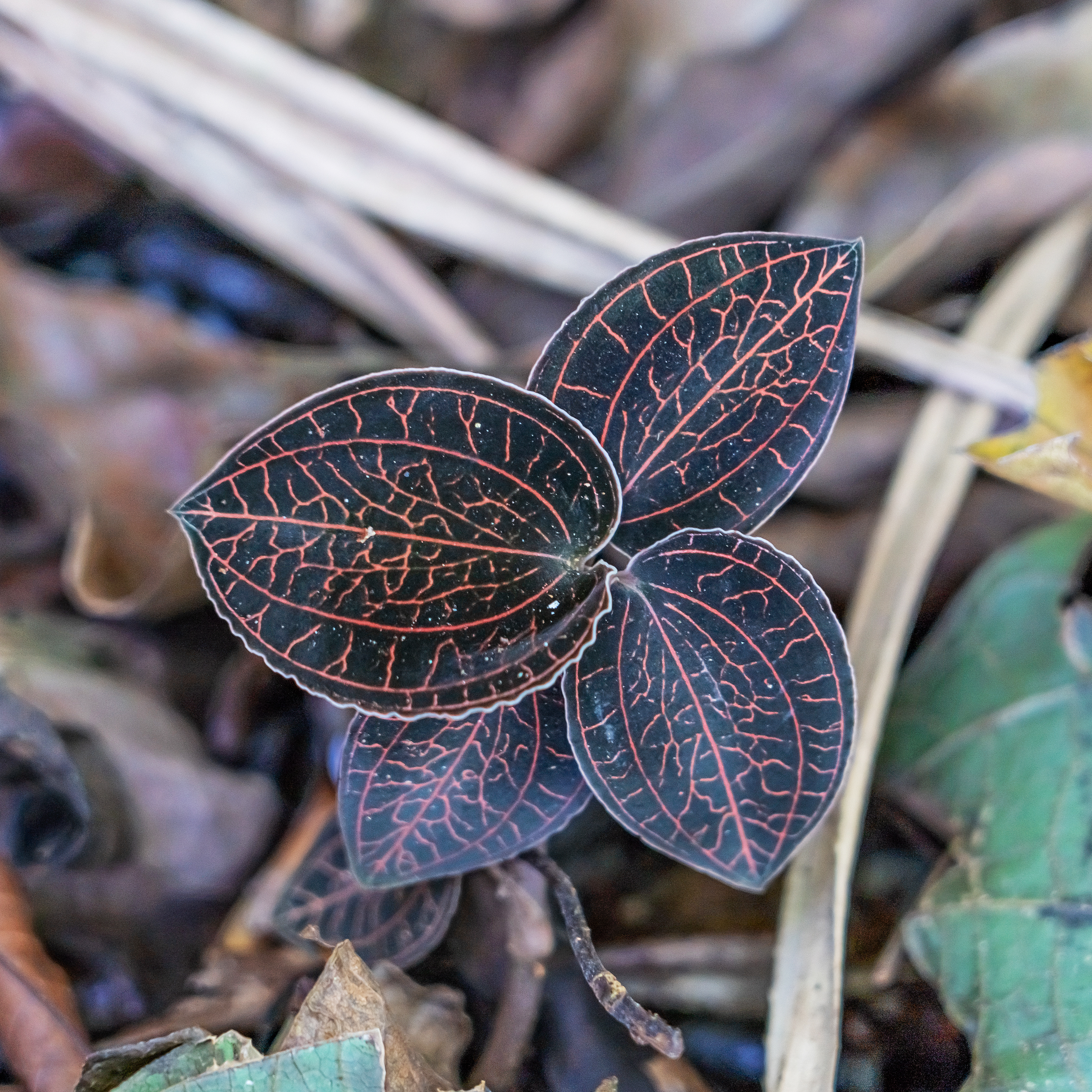
Тропічна рослинність
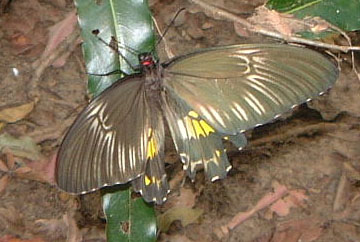
Метелик Troides helena
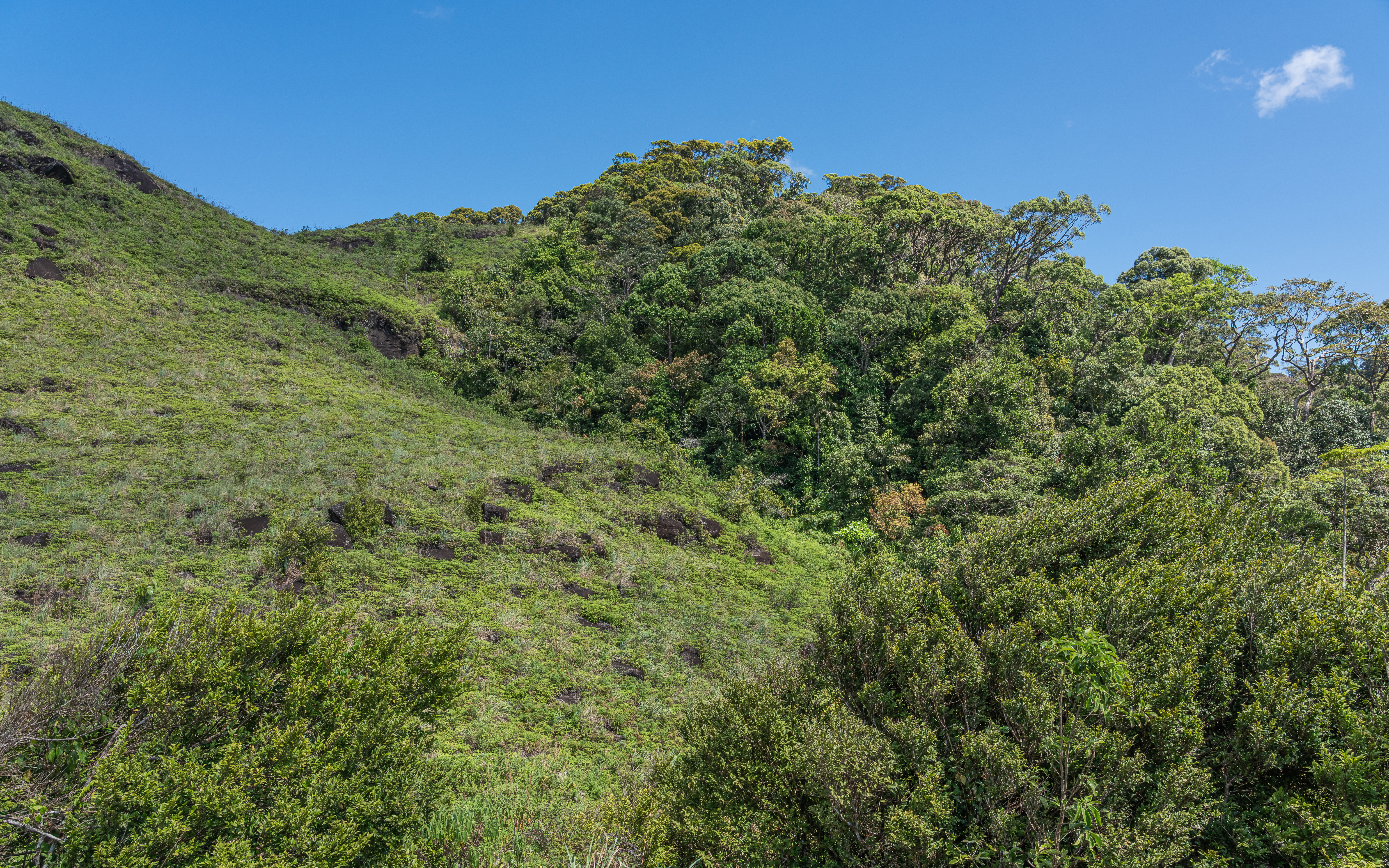
Рослинність в Сінхараджі
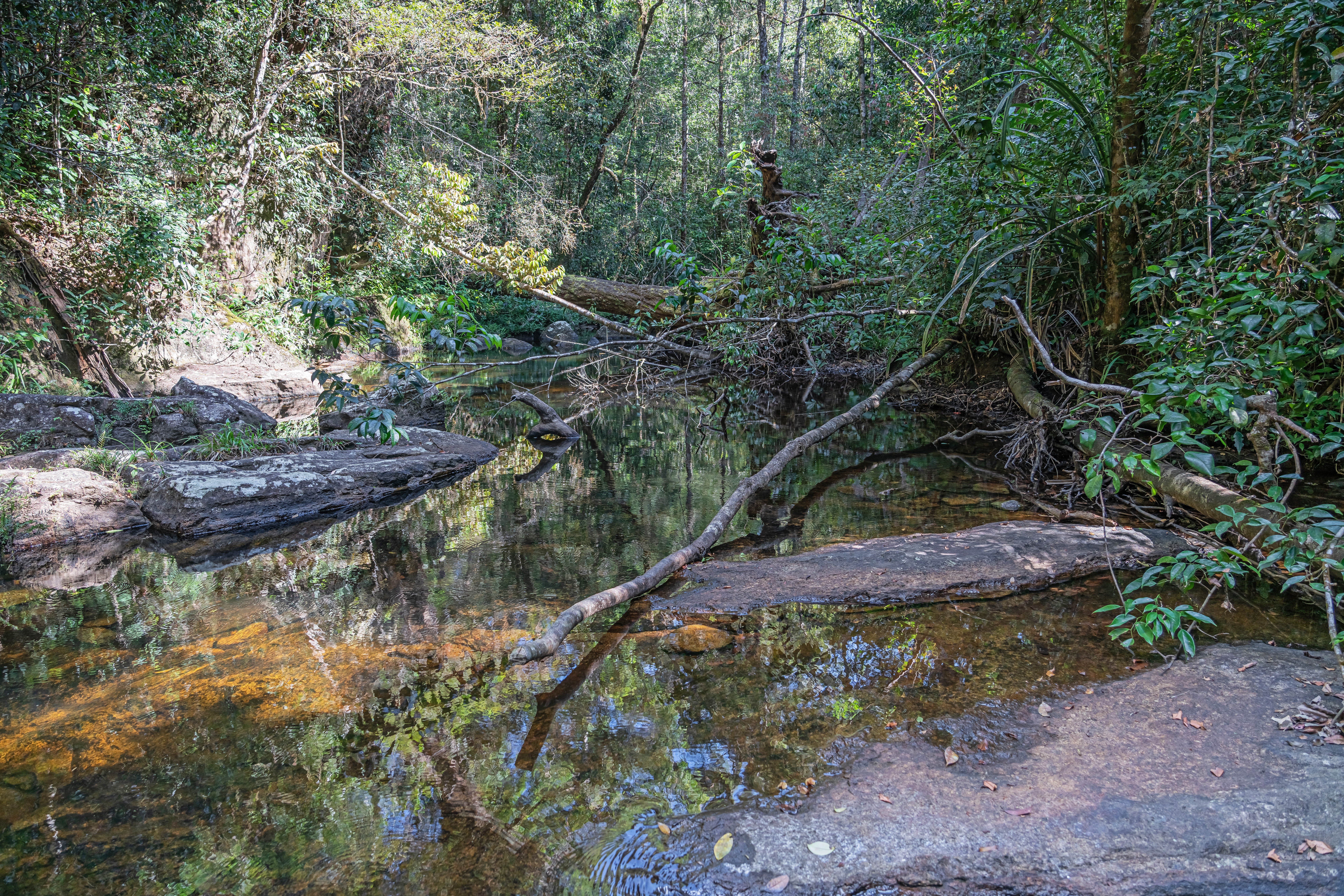
Одна з річок резервату
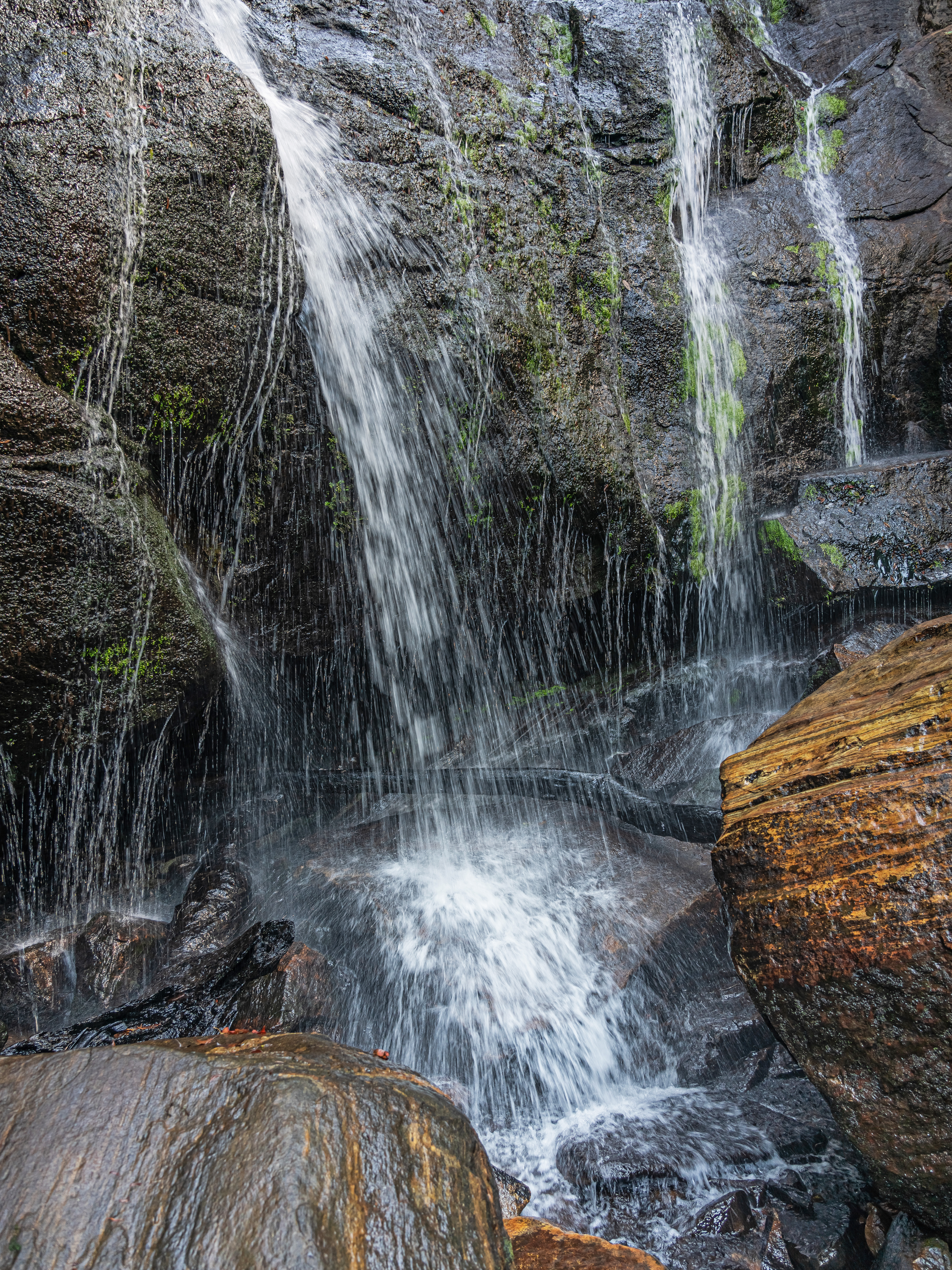
Водоспад в Сінхараджі
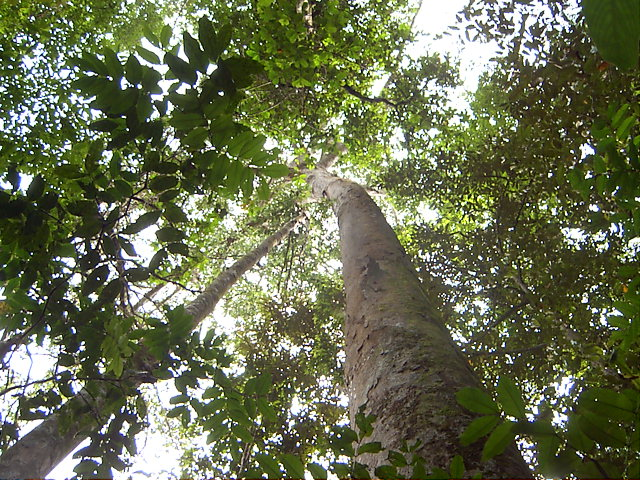
Лісовий намет тропічних дерев
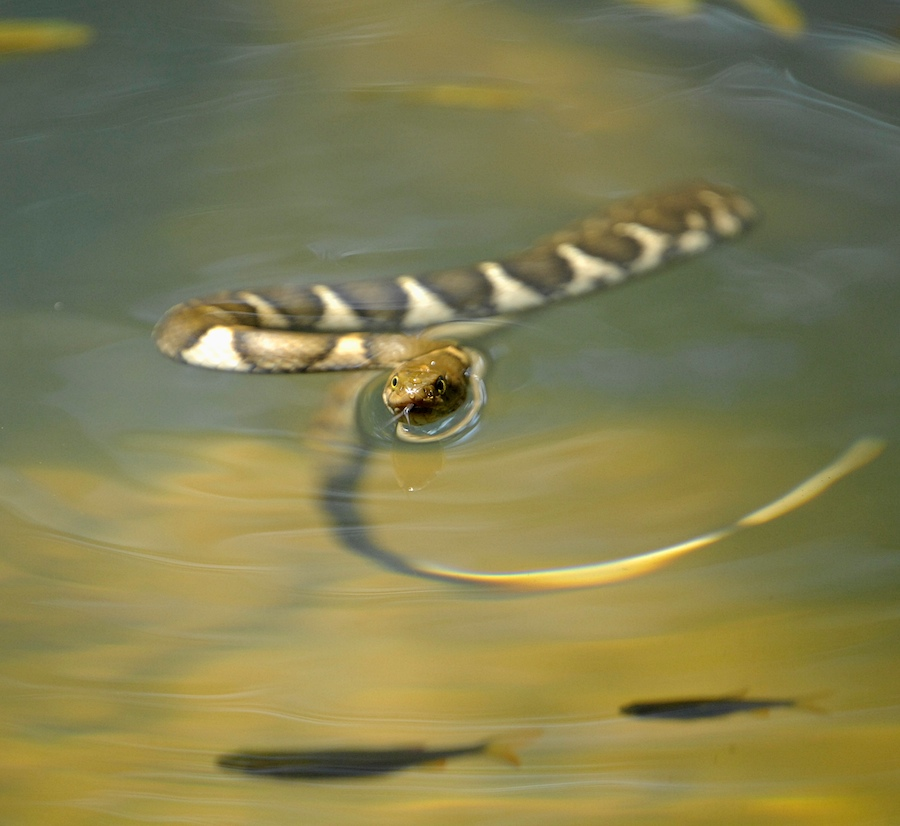
Xenochrophis asperrimus